# Tunggorono (Kutoarjo)
Tunggorono is een bestuurslaag in het regentschap Purworejo van de provincie Midden-Java, Indonesië. Tunggorono telt 1497 inwoners (volkstelling 2010).